# Mennecy
Mennecy és un municipi francès, situat al departament de l'Essonne i a la regió de Illa de França. L'any 2007 tenia 13.225 habitants.
Forma part del cantó de Mennecy, del districte d'Évry i de la Comunitat de comunes de la Val d'Essonne.

## Demografia

### Població
El 2007 la població de fet de Mennecy era de 13.225 persones. Hi havia 4.953 famílies, de les quals 1.167 eren unipersonals (484 homes vivint sols i 683 dones vivint soles), 1.357 parelles sense fills, 1.989 parelles amb fills i 440 famílies monoparentals amb fills.
La població ha evolucionat segons el següent gràfic:
Habitants censats

### Habitatges
El 2007 hi havia 5.285 habitatges, 5.039 eren l'habitatge principal de la família, 52 eren segones residències i 194 estaven desocupats. 3.580 eren cases i 1.636 eren apartaments. Dels 5.039 habitatges principals, 3.434 estaven ocupats pels seus propietaris, 1.509 estaven llogats i ocupats pels llogaters i 96 estaven cedits a títol gratuït; 220 tenien una cambra, 303 en tenien dues, 709 en tenien tres, 1.041 en tenien quatre i 2.766 en tenien cinc o més. 4.235 habitatges disposaven pel capbaix d'una plaça de pàrquing. A 2.115 habitatges hi havia un automòbil i a 2.503 n'hi havia dos o més.

### Piràmide de població
La piràmide de població per edats i sexe el 2009 era:
| Homes | Edats   | Dones |
| ----- | ------- | ----- |
| 4     | 95 o +  | 8     |
| 8     | 90 a 94 | 24    |
| 44    | 85 a 89 | 52    |
| 56    | 80 a 84 | 72    |
| 96    | 75 a 79 | 144   |
| 100   | 70 a 74 | 164   |
| 160   | 65 a 69 | 196   |
| 276   | 60 a 64 | 296   |
| 432   | 55 a 59 | 316   |
| 488   | 50 a 54 | 604   |
| 552   | 45 a 49 | 496   |
| 452   | 40 a 44 | 512   |
| 540   | 35 a 39 | 600   |
| 468   | 30 a 34 | 540   |
| 404   | 25 a 29 | 332   |
| 332   | 20 a 24 | 284   |
| 496   | 15 a 19 | 488   |
| 512   | 10 a 14 | 516   |
| 456   | 5 a 9   | 456   |
| 420   | 0 a 4   | 416   |

## Economia
El 2007 la població en edat de treballar era de 8.975 persones, 6.444 eren actives i 2.531 eren inactives. De les 6.444 persones actives 5.987 estaven ocupades (3.077 homes i 2.910 dones) i 457 estaven aturades (228 homes i 229 dones). De les 2.531 persones inactives 685 estaven jubilades, 1.186 estaven estudiant i 660 estaven classificades com a «altres inactius».

### Ingressos
El 2009 a Mennecy hi havia 5.085 unitats fiscals que integraven 13.743 persones, la mediana anual d'ingressos fiscals per persona era de 25.680 €.

### Activitats econòmiques
Dels 544 establiments que hi havia el 2007, 8 eren d'empreses alimentàries, 5 d'empreses de fabricació de material elèctric, 19 d'empreses de fabricació d'altres productes industrials, 52 d'empreses de construcció, 124 d'empreses de comerç i reparació d'automòbils, 17 d'empreses de transport, 29 d'empreses d'hostatgeria i restauració, 22 d'empreses d'informació i comunicació, 26 d'empreses financeres, 36 d'empreses immobiliàries, 96 d'empreses de serveis, 76 d'entitats de l'administració pública i 34 d'empreses classificades com a «altres activitats de serveis».
Dels 123 establiments de servei als particulars que hi havia el 2009, 1 era una oficina d'administració d'Hisenda pública, 1 gendarmeria, 1 oficina de correu, 7 oficines bancàries, 1 funerària, 11 tallers de reparació d'automòbils i de material agrícola, 1 taller d'inspecció tècnica de vehicles, 1 establiment de lloguer de cotxes, 3 autoescoles, 6 paletes, 14 guixaires pintors, 8 fusteries, 8 lampisteries, 8 electricistes, 3 empreses de construcció, 7 perruqueries, 2 veterinaris, 21 restaurants, 13 agències immobiliàries, 1 tintoreria i 5 salons de bellesa.
Dels 40 establiments comercials que hi havia el 2009, 3 eren supermercats, 1 un supermercat, 1 una botiga de més de 120 m², 6 fleques, 3 carnisseries, 2 llibreries, 4 botigues de roba, 2 botigues d'equipament de la llar, 1 una botiga d'equipament de la llar, 2 botigues d'electrodomèstics, 1 una botiga d'electrodomèstics, 9 botigues de material esportiu, 1 una perfumeria i 4 floristeries.
L'any 2000 a Mennecy hi havia 4 explotacions agrícoles.

## Equipaments sanitaris i escolars
El 2009 hi havia 5 farmàcies i 2 ambulàncies.
El 2009 hi havia 4 escoles maternals i 5 escoles elementals. A Mennecy hi havia 1 col·legi d'educació secundària i 1 liceu d'ensenyament general. Als col·legis d'educació secundària hi havia 1.001 alumnes i als liceus d'ensenyament general 1.276.

## Poblacions més properes
El següent diagrama mostra les poblacions més properes.